# BLR
El BLR (acrónimo de Blindado Ligero sobre Ruedas) o Pegaso BLR 3545, fue un vehículo blindado ligero de cuatro ruedas fabricado en España, primero por ENASA/Pegaso y posteriormente por Santa Bárbara Sistemas.
Estuvo en servicio en la IM (en los Tercios territoriales), GC (GAR y posteriormente ARS) y EA (Policía Aérea).

### Desarrollos relacionados
- BMR
- VEC
- Thyssen Henschel UR-416